# アンツ・ピープ

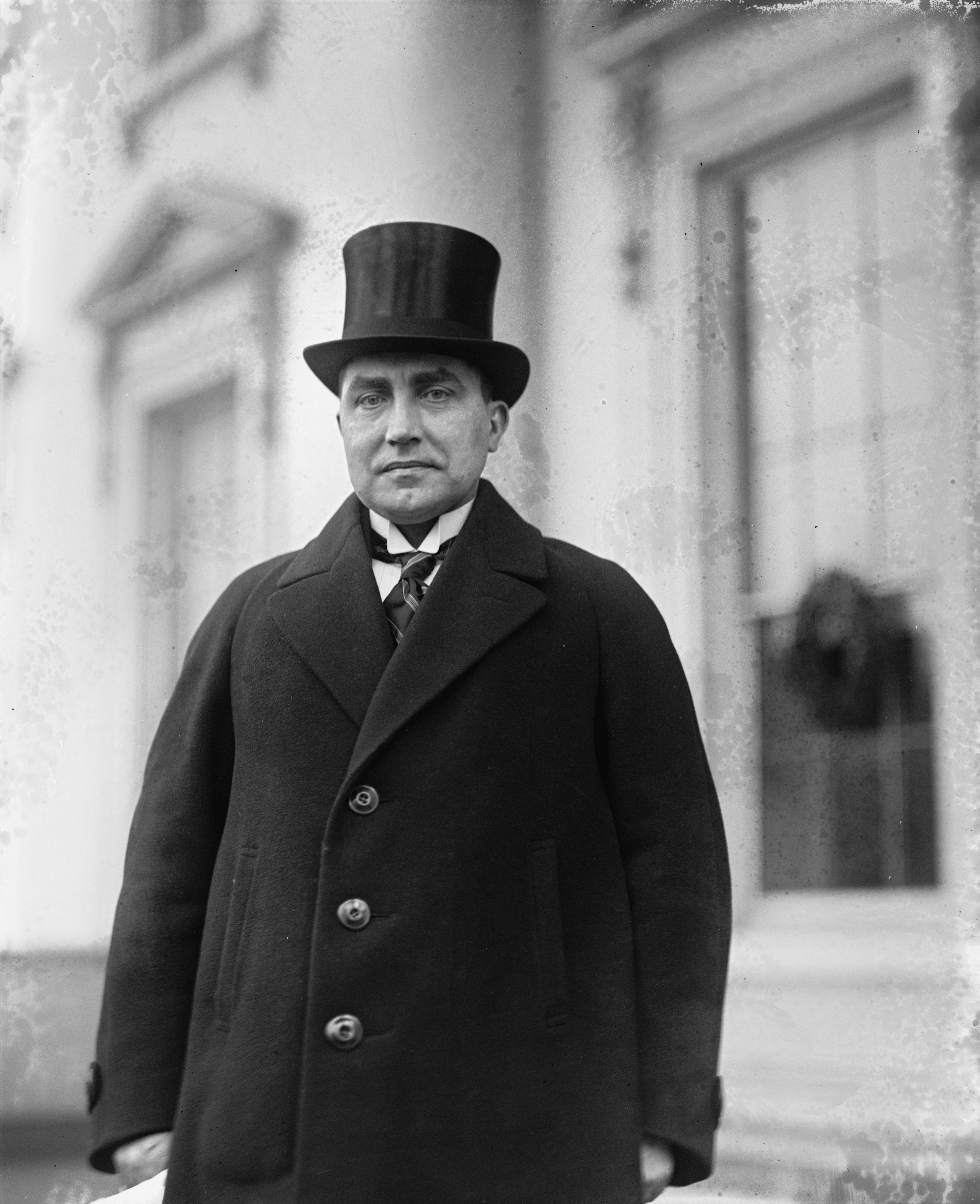
アンツ・ピープ

アンツ・ピープ（Ants Piip、1884年2月28日 - 1942年10月1日）とはエストニアの教師、弁護士、外交官、政治家。初代国老。

## 経歴
ヴィリャンディ県出身。1903年から1905年までクルディーガの教育大学に通う。卒業後、教区での事務をこなす傍らアルークスネでニコライ皇帝ギリシャ正教学校の教員として働いた。1906年までの間はクレサーレの教区学校でも教師として働いた。クレサールでは教師での職をはなれクレサーレ水兵学校で働く。エストニアをはなれ、サンクトペテルブルク大学の法学部で1908年から1913年まで学ぶ。1912年にベルリン大学で追加コースを受講し、1916年卒業。1919年から1940年までタルトゥ大学の国際法学教授として教鞭をもつ。

## 政治家として
彼はエストニア州議会の議員であり、ヤーン・ポスカ率いるエストニア代表団の一員としてパリ講和会議に臨んだ。タルトゥ条約の締結にも関わっており、1919年から1920年まで外務大臣補佐としても働いた。1920年には在英国エストニア大使、国老、戦役大臣を兼任した。エストニア大使はその年の内に辞めた。外務大臣を5回務め、1923から1925年にはエストニアの米国大使に就任した。1941年6月30日、内務人民委員部によって逮捕されグラグで約三ヵ月後に死亡する。